# Operafabriken

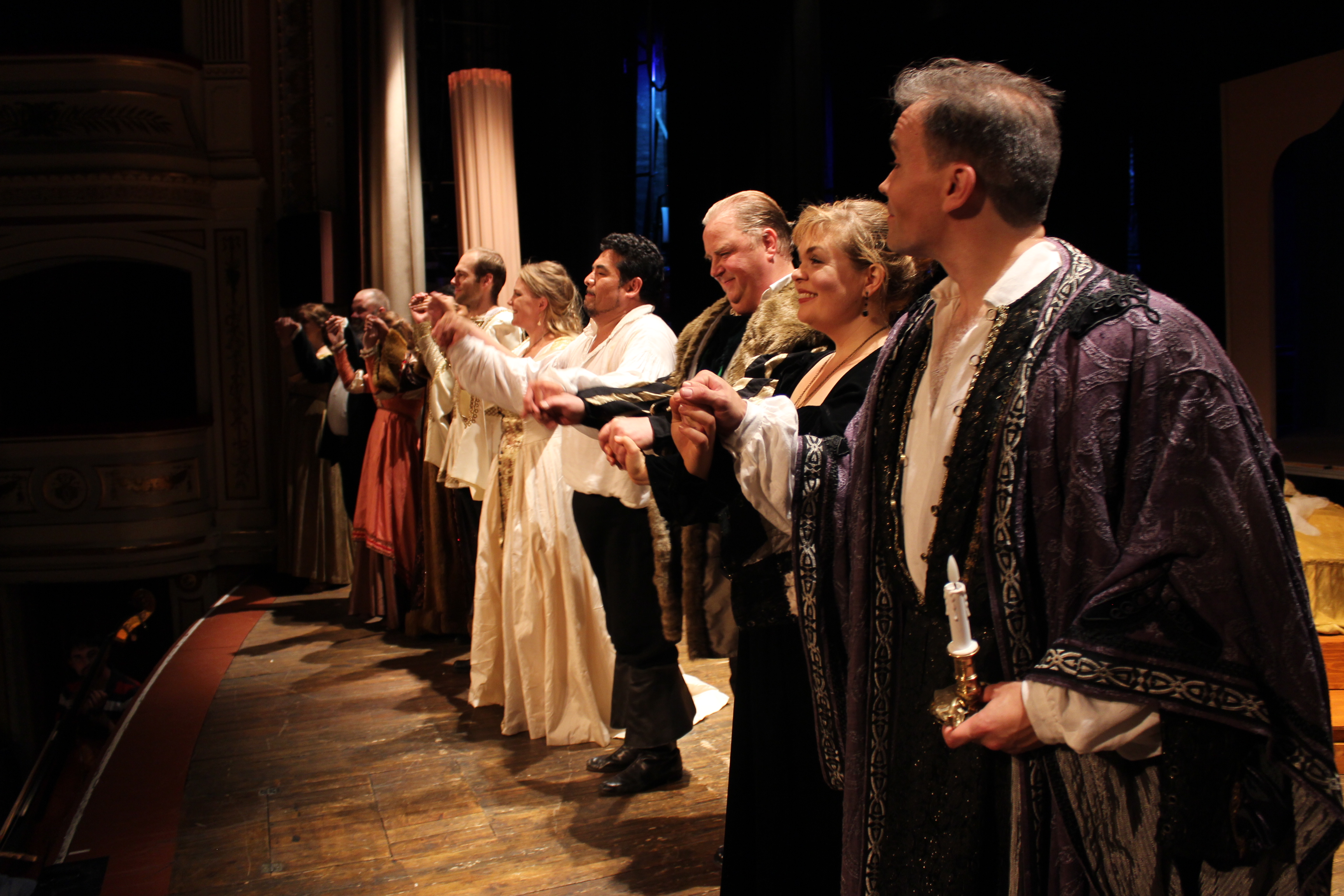
Applådtack efter en föreställning av Otello på Ystads Teater, sommaren 2016.

Operafabriken är ett fristående operasällskap och ideell förening med bas i Malmö. Sällskapet grundades 2010 av Leena Malkki, frilansande operasångerska (sopran) och producent. Debutoperan år 2011 var Don Giovanni av Wolfgang Amadeus Mozart. Andra verk som framförts är Romeo och Julia av Vincenzo Bellini (2012), Maria Stuart av Gaetano Donizetti (2013), Titus Mildhet av W. A. Mozart (2014), La Gioconda av Amilcare Ponchielli (2015) och Otello av Giuseppe Verdi (2016). Operafabriken har utmärkt sig för valet av sällan spelade verk och för sin strävan att öka operautbudet i Skåne och Sydsverige. Operafabriken har hittills turnerat i Skåne och Sydsverige, Danmark, Norge och Finland.

## Föreställningar
| Titel         | Originaltitel            | Kompositör              | Spelår | Medverkande |
| ------------- | ------------------------ | ----------------------- | ------ | --- |
| Don Giovanni  | Don Giovanni             | Wolfgang Amadeus Mozart | 2011   | - Regi: Clas Sköld - Don Giovanni: Tor Lind, baryton - Il Commendatore: Per Anders Hedlund, basbaryton, alt. Fredrik Mannerstedt, bas - Donna Anna: Åse Lugnèr, sopran - Donna Elvira: Leena Malkki, sopran - Leporello: Christian Brage, baryton - Don Ottavio: Staffan Lindberg, tenor - Zerlina: Anna Brade, sopran / Carolina Kaya, sopran - Masetto: Fredrik Mannerstedt, bas |
| Romeo & Julia | I Capuleti e i Montecchi | Vincenzo Bellini        | 2012   | - Regi: Henrik Andersson - Julia: Frida Thor Bergström, sopran - Romeo: Leena Malkki, mezzosopran - Tebaldo: Marcus Birgersson - Greve Capulet: Erik Arnelöf, bas - Fra' Lorenzo: David Wijkman, bas |
| Maria Stuart  | Maria Stuarda            | Gaetano Donizetti       | 2013   | - Regi: Henrik Andersson - Maria Stuarda: Frida Thor Bergströ, sopran - Elisabetta: Leena Malkki, sopran - Roberto av Leicester: Henrik Lagerkrantz, tenor - Guglielmo Cecil: Jacob Lech, basbariton - Giorgio Talbot: David Hornwall, basbariton - Anna Kennedy: Maria Orlovskaya, sopran, alt. Susanne Larsson, sopran                                                           |
| Titus mildhet | La clemenza di Tito      | Wolfgang Amadeus Mozart | 2014   | - Regi: Niclas Fransson - Tito: Jacob Wistrand, tenor - Vitellia: Leena Malkki, sopran - Sesto: Stina Schmidt, mezzosopran - Servilia: Emma Frost, sopran - Annio: Rebecca Fjällsby, mezzosopran - Publio: Tomas Öhman, basbaryton |
| La Gioconda   | La Gioconda              | Amilcare Ponchielli     | 2015   | - Regi: Peter Bäckström - La Gioconda: Leena Malkki, sopran - Barnaba: Bengt Krantz, baryton - Enzo Grimaldo: Francisco Almanza, tenor - Laura: Ingeborg Børch, mezzosopran - La Cieca: Ulrika Tenstam, mezzosopran - Alvise Badoero: Stefano Olcese, bas, alt. Michael MacKinnon, bas                                                                                             |
| Otello        | Otello                   | Giuseppe Verdi          | 2016   | - Regi: Anelia Kadieva Jonsson - Otello: Francisco Almanza, tenor - Iago: Bengt Krantz, baryton - Desdemona: Leena Malkki - Cassio: Marcus Birgersson, tenor - Roderigo: Henrik Lagercrantz, tenor - Lodovico / Montano: Dmitiy Li, bas - Emilia: Ingeborg Børch, mezzosopran |